# Station Piotrków Kujawski
Station Piotrków Kujawski is een spoorwegstation in de Poolse plaats Piotrków Kujawski.